# Vinzenz Geiger
Pour les articles homonymes, voir Geiger.
Vinzenz Geiger, né le 24 juillet 1997 à Oberstdorf, est un coureur du combiné nordique allemand.
Il compte dix podiums individuels en Coupe du monde. Il remporte une courses des championnats du monde juniors en 2017 et il est sélectionné pour championnats du monde mais ne participe à aucune course. En 2018, il participe à ses premiers jeux olympiques où il remporte une médaille d'or avec le relais allemand.

## Carrière

### Débuts
Il termine 3e sur le 4 km en aux Jeux nordiques de l'OPA 2012 (de). En 2014, il a termine 2e du 6 km et il remporte le relais. En septembre 2015, il signe sa première victoire en Coupe OPA à Winterberg en septembre 2015. 

### Arrivée en coupe du monde et premiers podiums
Il dispute le 5 décembre 2015 sa première course en Coupe du monde. Il termine 31e de cette course puis 18e le lendemain ce qui lui permet de marquer ses premiers points en coupe du monde. Quelques semaines plus tard, il remporte deux courses d'Alpen Cup à Seefeld. Il participe le reste de l'hiver en coupe continentale où il signe un podium à Planica puis deux victoires à Ramsau ,. Lors des championnats du monde juniors, il est aussi vice-champion du monde junior en individuel et par équipes. 

### Membre de l'équipe d'Allemagne
Il intègre le groupe de la coupe du monde pour la saison 2016-2017. Le 18 décembre 2016, il monte sur son premier individuel à Ramsau am Dachstein derrière deux compatriotes. Lors de la Coupe du monde de Chaux-Neuve, il chute et se blesse. Le 4 février, il devient champion du monde juniors du 5 km. Il est sélectionné pour championnats du monde qui ont lieu quelques jours plus tard mais il ne participe à aucune course.
Il est confirmé en équipe d'Allemagne pour la saison 2017-2018 et il signe lors du Grand Prix d'été 2017 un podium avec Jakob Lange lors du team sprint organisé à Oberwiesenthal. En Coupe du monde, il participe à la deuxième place du relais de Lillehammer et il remporte avec Eric Frenzel le team sprint de Val di Fiemme. Il est sélectionné pour les Jeux olympiques de 2018 où il signe une neuvième place sur le petit tremplin et une septième place sur le grand tremplin. Sélectionné dans le relais allemand, il remporte la médaille d'or avec Eric Frenzel, Johannes Rydzek et Fabian Riessle.
En août 2018, il gagne sa première manche du Grand Prix d'été à Oberstdorf, performance qu'il confirme au mois de janvier 2019, en gagnant sa première course dans la Coupe du monde, à Val di Fiemme. Il est sélectionné pour les Championnats du monde à Seefeld, où il prend la médaille d'argent de la compétition par équipes, mais échoue à entrer dans le top dix en individuel.
Avec deux autres podiums individuels cette saison, il enregistre une cinquième place au classement général de la Coupe du monde.

### Vie personnelle
Vinzenz Geiger est le cousin éloigné de Karl Geiger.

## Résultats

### Jeux olympiques d'hiver
Il est sélectionné pour les Jeux olympiques de 2018 où il signe une neuvième place sur le petit tremplin et une septième place sur le grand tremplin. Il participe au relais avec lequel il remporte la médaille d'or.
| Épreuve / Édition   | Individuel     | Individuel     | Par équipes Grand tremplin |
| Épreuve / Édition   | Petit tremplin | Grand tremplin | Par équipes Grand tremplin |
| JO 2018 Pyeongchang | 9e             | 7e             | Or                         |
| JO 2022 Pékin       | Or             | 7e             | Argent                     |

### Championnats du monde
| Épreuve / Édition        | Individuel     | Individuel     | Par équipes                      | Par équipes           | Par équipes mixte     |
| Épreuve / Édition        | Petit tremplin | Grand tremplin | Grand tremplin Relais            | Petit tremplin Relais | Petit tremplin Relais |
| Mondiaux 2019 Seefeld    | 14e            | 12e            | Épreuve inexistante à cette date | Argent                |                       |
| Mondiaux 2021 Oberstdorf | 14e            | 15e            | Épreuve inexistante à cette date | Argent                |                       |
| Mondiaux 2023 Planica    |                |                | Argent                           |                       | Argent                |
| Mondiaux 2025 Trondheim  | Bronze         | Bronze         |                                  | Or                    | Argent                |

### Coupe du monde

#### Résultats
- 1 gros globe de cristal en 2025.
- 1 petit globe de cristal :
  - Vainqueur du classement compact en 2025.
- Trophée du meilleur skieur en 2024.
- 51 podiums individuels : 17 victoires, 16 deuxièmes places et 18 troisièmes places.
- 12 podiums par équipes dont 3 victoires.

#### Détail des victoires
| Édition / Épreuve | Gundersen                       | Mass start   | Compact             |
| 2018-2019         | Val di Fiemme                   |              |                     |
| 2019-2020         | Ramsau, Val di Fiemme           |              |                     |
| 2020-2021         | Ramsau x2, Klingenthal x2       |              |                     |
| 2021-2022         | Val di Fiemme, Seefeld in Tirol |              |                     |
| 2022-2023         | Ramsau                          |              |                     |
| 2024-2025         | Seefeld in Tirol, Otepää, Oslo  | Ruka, Ramsau | Lillehammer, Otepää |

#### Différents classements en Coupe du monde
| Année     | Classement général final |
| --------- | ------------------------ |
| 2015-2016 | 51e                      |
| 2016-2017 | 20e                      |
| 2017-2018 | 12e                      |
| 2018-2019 | 5e                       |
| 2019-2020 | 3e                       |
| 2020-2021 | 2e                       |
| 2021-2022 | 3e                       |
| 2022-2023 | 7e                       |

### Coupe continentale
Il a remporté deux victoires à Ramsau et une deuxième place à Planica lors de la saison 2015-2016,.
| Année | Classement général final |
| ----- | ------------------------ |
| 2015  | 67e                      |
| 2016  | 7e                       |

### Grand Prix d'été
Lors du Grand Prix d'été 2017, il termine 3e avec Jakob Lange du team sprint organisé à Oberwiesenthal. En 2018, il gagne sa première course à Oberstdorf.
| Année | Classement général final |
| ----- | ------------------------ |
| 2015  | 23e                      |
| 2016  | 36e                      |
| 2017  | 28e                      |
| 2018  | 6e                       |
| 2019  | non classé               |
| 2021  | non classé               |

### Championnats du monde junior
| Épreuve / Édition | Épreuve / Édition | Râșnov 2016 | Park City 2017 |
| ----------------- | ----------------- | ----------- | -------------- |
| Gundersen (10 km) | Gundersen (10 km) | 2e          | 7e             |
| Gundersen (5 km)  | Gundersen (5 km)  | 7e          | 1er            |
| Par équipes       | Par équipes       | 2e          | 5e             |